# Iota Antliae
 ι Antliae (Iota Antliae, kurz  ι Ant) ist mit einer scheinbaren Helligkeit von 4,60 mag der dritthellste Stern im Sternbild Luftpumpe, nicht weit von der Grenze des Sternbilds Zentaur entfernt. Dennoch erscheint er dem bloßen Auge nur als lichtschwaches Objekt. ι Antliae, dessen Entfernung von der Erde etwa 208 Lichtjahre beträgt, hat die Hauptreihe bereits verlassen und ist heute ein oranger Riesenstern der Spektralklasse K0. Sein Durchmesser übertrifft jenen der Sonne um das ungefähr 11fache; von der Erde aus gesehen erscheint sein Winkeldurchmesser jedoch nur etwa 0,0019" groß. In seinem Zentralbereich findet der Prozess des Heliumbrennens statt, und im Hertzsprung-Russell-Diagramm gehört er zum Zweig der Red Clump Stars.